# Yengema

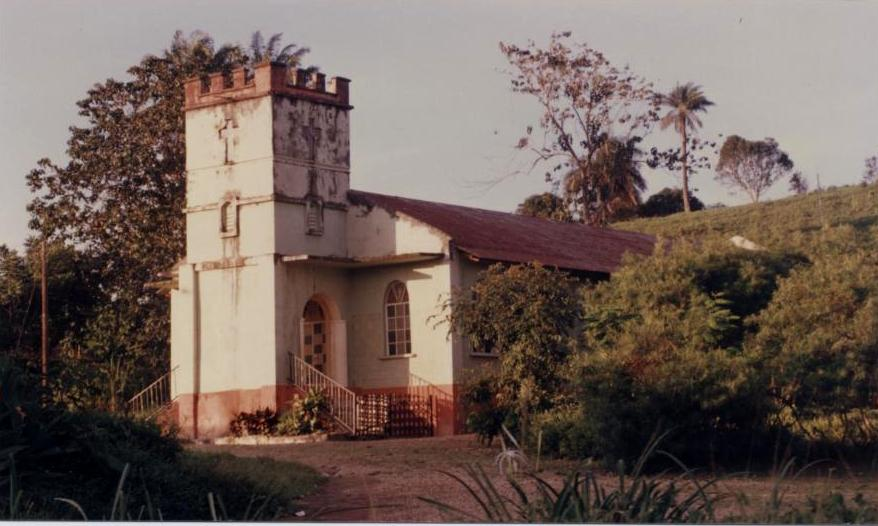
Methodistenkirche in Yengema

Yengema ist eine Bergbaustadt im Distrikt Kono in der Eastern Province in Sierra Leone. Die Einwohnerzahl betrug 2007 etwa 11.000.
Der Flugplatz Yengema liegt am Rande der Stadt.